# Atwood (Mondkrater)
Atwood ist ein kleiner Mondkrater im Mare Fecunditatis, nahe dem Fuß des auffallenden Kraters Langrenus, mit dem sein Südrand durch niedrige Höhenzüge aus Auswurfmaterial verbunden ist. Er bildet zusammen mit den Kratern Bilharz an seinem Westrand und Naonobu im Norden eine Dreiergruppe. Alle drei wurden früher als Satellitenkrater von Langrenus angesehen.
Atwood ist im annähernd kreisrund und schüsselförmig und weist in seinem Inneren eine niedrige zentrale Erhebung auf, die durch eine Hügelkette mit dem Nordrand des Kraters verbunden ist.
Der Krater wurde als Langrenus K bezeichnet, ehe er 1976 von der IAU seinen jetzigen Namen erhielt.